# Babajide David
Babajide David Akintola (født 13. januar 1996) er en nigeriansk fodboldspiller, der spiller for FC Midtjylland.

## Karriere
Han blev i sommeren 2015 rykket op i FC Midtjyllands førsteholdstrup.
Han blev den 29. januar 2016 udlejet til Thisted FC.for resten af 2016
Han blev den 28. marts 2017 udlejet til FK Jerv for resten af 2017
Han blev den 15. februar 2018 udlejet til FK Haugesund for resten af 2018
Han blev den 6. februar 2019 udlejet til Rosenborg BK for resten af 2019
Han blev den 31. januar 2029 udlejet til Omonia Nicosia for forårssæsonen 2020
Han blev den 28. september 2020 udlejet til Hatayspor for sæsonen 2020/21
Han skiftede den 21. juli 2021 fra FC Midtjylland til Adana Demirspor 
Han skiftede den 7. februar 2024 fra Adana Demirspor til Caykur Rizespor